# Nikita Głazkow
Nikita Jurjewicz Głazkow (ros. Никита Юрьевич Глазков; ur. 16 kwietnia 1992 w Moskwie) – rosyjski szermierz specjalizujący się w szpadzie, srebrny medalista olimpijski i dwukrotny medalista mistrzostw świata.
Na igrzyskach olimpijskich w Tokio wspólnie z Siergiejem Bidą, Pawłem Suchowem i Siergiejem Chodosem wywalczył srebrny medal w rywalizacji drużynowej. W zawodach indywidualnych nie startował.
Podczas mistrzostw świata w Lipsku w 2017 roku wywalczył brązowy medal w rywalizacji drużynowej. Wynik ten Rosjanie powtórzyli podczas mistrzostw świata w Wuxi w 2018 roku.
Zdobył ponadto złote medale drużynowo podczas mistrzostw Europy w Tbilisi (2017), mistrzostw Europy w Nowym Sadzie (2018) i mistrzostw Europy w Düsseldorfie (2019).